# Eriauchenius ratsirarsoni
Eriauchenius ratsirarsoni là một loài nhện trong họ Archaeidae. Loài này phân bố ở Madagascar.